# Taiju Yoshida
Taiju Yoshida (japanisch 吉田 泰授 Yoshida Taiju; * 21. April 2000 in der Präfektur Fukushima) ist ein japanischer Fußballspieler.

## Karriere
Taiju Yoshida erlernte das Fußballspielen in der Schulmannschaft der Shoshi High School sowie in der Universitätsmannschaft der Yamanashi Gakuin University. Von Ende Juli 2022 bis Saisonende wurde er von der Universität an Montedio Yamagata ausgeliehen. Der Verein, der in der Präfektur Yamagata beheimatet ist, spielte in der zweiten japanischen Liga. Sein Zweitligadebüt gab Taiju Yoshida am 31. August 2022 (8. Spieltag) im Heimspiel gegen Fagiano Okayama. Bei der 0:2-Heimniederlage wurde er in der 68. Minute für Ryōnosuke Kabayama eingewechselt. Nach der Ausleihe kehrte er zur Universität zurück. Am 1. Februar 2023 soll er fest von Montedio unter Vertrag genommen werden.